# The Grand Design
«The Grand Design» — п'ятий студійний альбом австрійського симфонічного павер-метал-гурту Edenbridge. Реліз відбувся 19 травня 2006 через лейбл Massacre Records.

## Список композицій
| #   | Назва                                | Тривалість |
| --- | ------------------------------------ | ---------- |
| 1.  | «Terra Nova»                         | 07:09      |
| 2.  | «Flame of Passion»                   | 05:22      |
| 3.  | «Evermore»                           | 03:47      |
| 4.  | «The Most Beautiful Place»           | 03:09      |
| 5.  | «See You Fading Afar»                | 04:46      |
| 6.  | «On Top of the World»                | 05:05      |
| 7.  | «Taken Away»                         | 04:14      |
| 8.  | «The Grand Design»                   | 10:17      |
| 9.  | «Empire of the Sun»                  | 05:23      |
| 10. | «For Your Eyes Only (бонусний трек)» | 03:00      |
| 11. | «Thin Red Line (бонусний трек)»      | 05:58      |
| 12. | «Images In The Sand (бонусний трек)» | 03:17      |
| 13. | «The Silent Wake (бонусний трек)»    | 05:33      |

## Учасники запису
Edenbridge
- Сабіна Едельсбахер – вокал
- Арне "Ланвалль" Стокхаммер – електрогітара, ритм-гітара, клавішні, фортепіано, акустична гітара
- Роланд Навратил – ударні
- Франк Біндіг – бас-гітара, гроулінг

Запрошені музиканти
- Роббі Валентайн – задній вокал та хор
- Денніс Ворд – задній вокал та хор
- Карл Грум – задній вокал та хор
- Мартін Майєр – задній вокал та хор
- Астрід Стокхаммер – скрипка